# Одеса (поїзд)
«Одеса» — скасований нічний швидкий нефірмовий пасажирський поїзд № 24/23 Одеської залізниці міждержавного сполучення Одеса — Москва.

## Інформація про курсування
До березня 2020 року поїзд «Одеса» № 24/23 курсував цілий рік. До 4 лютого 2019 року курсував щоденно. Через зниження попиту, з 5 лютого 2019 року поїзд з Одеси вирушав по непарним, з Москви — по парним числам місяця, при двох непарних — 29, 1, 3 числа.
Найбільша частина пасажирів поїзда — пасажири, що придбали квитки в день відправлення для поїздок між Києвом, Вінницею, Жмеринкою, Подільськом та Одесою. 
| Розклад руху поїзда «Одеса» з 8 грудня 2019 року | Розклад руху поїзда «Одеса» з 8 грудня 2019 року | Розклад руху поїзда «Одеса» з 8 грудня 2019 року | Розклад руху поїзда «Одеса» з 8 грудня 2019 року | Розклад руху поїзда «Одеса» з 8 грудня 2019 року |
| Час прибуття                                     | Час відправлення                                 | Станція                                          | Час прибуття                                     | Час відправлення                                 |
| ------------------------------------------------ | ------------------------------------------------ | ------------------------------------------------ | ------------------------------------------------ | ------------------------------------------------ |
| —                                                | 15:08                                            | Одеса                                            | 19:50                                            | —                                                |
| 15:55                                            | —                                                | Москва                                           | —                                                | 20:41                                            |

Актуальний розклад руху вказано у розділі «Розклад руху призначених поїздів» на офіційному вебсайті «Укрзалізниці».

## Склад поїзда
В обігу три склади формування вагонного депо ЛВЧД-3 станції Одеса-Головна Одеської залізниці. 
Поїзду встановлена схема з 15 вагонів:
- факультативні плацкартні — 2 (№ 1, 2) — включаються при збільшенні пасажиропотоку;
- купейних — 4 (№ 3—6, 8, 9);
- плацкартних — 5 (№ 10—15);
- вагон класу «Люкс» — 1 (№ 7).

Схема поїзда може відрізнятися від наведеної в залежності від сезону (зима, літо). Точну схему на конкретну дату можна подивитися в розділі «Онлайн резервування та придбання квитків» на офіційному вебсайті АТ  «Укрзалізниця».
Нумерація вагонів з Одеси — з голови, з Москви — з хвоста поїзда. 

## Особливості поїзда
- Прикордонний та митний контроль здійснювалося по станціях Конотоп (в обох напрямках), Суземка при прямуванні у напрямку Москви та на станції Брянськ-Орловський при прямуванні у напрямку Одеси.
- Квитки на Росію від станцій з Одеси по Ярошенку, а також зворотно з Москви в Україну — були доступні постійно.
- Продаж квитків по Україні, а також від Жмеринки, Вінниці та Києва в Росію відкривався за добу до відправлення.
- При відправленні зі станції Москва-Київська на Одесу непродані місця та місця внаслідок висадки починали продаватися від українських станцій, але лише в касах. Касир повинна була ввести ключ Московської залізниці.
- З 1 жовтня 2016 року, через відсутність достатнього пасажиропотоку та для боротьби з «розбивкою» квитків, були скасовані тарифні зупинки по станціям Бахмач-Пасажирський та Конотоп.
- Влітку під час  туристичного сезону з поїзда була можливість пересісти на прискорений приміський електропоїзд Одеса — Білгород-Дністровський через смт Затоку або скористатися маршрутним таксі.
- На станції Сухиничі-Головні Московської залізниці поїзд здійснював тарифну зупинку.

## Події
7 грудня 2016 році у вагоні № 14 поїзда № 23 був незадовільний стан: у вагоні був сніг та дуже холодно.